# Michelle Rodríguez (actriz mexicana)
Michelle Rodríguez (Xochimilco, Ciudad de México; 1 de diciembre de 1983) es una actriz, cantante y comediante mexicana, de cine, teatro y televisión; conocida por interpretar el personaje de Toña en la serie de televisión 40 y 20.

## Biografía
Nacida en Xochimilco, desde pequeña siempre quiso ser actriz y comediante pero optó por la licenciatura en diseño y comunicación visual, terminándola y titulándose en la UNAM, posteriormente estudiaría teatro para convertirse en actriz.
Incursionó en el mundo del espectáculo desde 1999 empezó a estudiar doblaje, locución, y producción en radio, después tuvo formación en comedia, teatro musical, interpretación, improvisación teatral y actuación.
Debutó en televisión en 2012 en la exitosa telenovela Amores verdaderos donde interpretó el simpático personaje de "Polita" al lado de actores como Erika Buenfil, Eduardo Yáñez, Sebastián Rulli y Eiza González; también destacó su interpretación vocal en esta producción.
En 2016 se integra al elenco principal de la serie de comedia 40 y 20 donde interpreta a Toña compartiendo escenas con Jorge Van Rankin y Mauricio Garza.
En 2023 fue portada de la revista "Marie Claire", en la que destacó su defensa contra la discriminación y a favor de la inclusión.

## Filmografía

### Televisión
| Año           | Título                            | Personaje                      | Nota                                                                       |
| ------------- | --------------------------------- | ------------------------------ | -------------------------------------------------------------------------- |
| 2012-2013     | Amores verdaderos                 | Policarpia "Polita" López      | Personaje recurrente                                                       |
| 2013          | Qué pobres tan ricos              | Admiradora de Tizoc            | Invitada; 2 episodios                                                      |
| 2014-2021     | Me caigo de risa                  | Ella misma                     | Miembro del reparto                                                        |
| 2014          | Mi corazón es tuyo                | Falsa Ana Leal                 | Invitada especial                                                          |
| 2015-2016     | La rosa de Guadalupe              | JuanitaAuroraCatita            | Ep. Una carta de amorEp. La última flor del asfaltoEp. Un castillo de amor |
| 2015-2016     | Comedy Central Presenta: Stand up | Ella misma                     | Invitada especial; 2 episodios                                             |
| 2016          | Nosotros los guapos               | Vendedora en Xochimilco        | Invitada; 1 episodio                                                       |
| 2016-presente | 40 y 20                           | Refugio Lorenza Antonia "Toña" | Personaje principal                                                        |
| 2017          | El Bienamado                      | Estrella                       | Personaje recurrente                                                       |
| 2017-2018     | Run Coyote Run                    | Rubí                           | Invitada; 1 episodio                                                       |
| 2018          | LOL: Last One Laughing            | Ella misma                     | Participante; 6 episodios                                                  |
| 2019          | ¿Quién es la máscara?             | Ella misma/Monstruo            | Participante; 8 episodios                                                  |
| 2019          | Julia vs. Julia                   | Paciente                       | Invitada; 1 episodio                                                       |
| 2019          | Noches con Platanito              | Ella misma                     | Invitada especial                                                          |
| 2020          | La culpa es de la Malinche        | Ella misma                     | Presentadora                                                               |
| 2022          | Tal para cual                     | Refugio Lorenza Antonia "Toña" | Invitada especial                                                          |
| 2023          | Contra las cuerdas                | Josefina «Volcana Dormida»     |                                                                            |
| 2024          | Somos oro                         | Marilu                         | Elenco principal                                                           |
| 2025          | Serpientes y Escaleras            | Marta Sánchez                  |                                                                            |

### Cine
| Año  | Título                               | Personaje             |
| ---- | ------------------------------------ | --------------------- |
| 2017 | Fausto                               | Personaje desconocido |
| 2017 | Cómo cortar a tu patán               | Martita               |
| 2019 | Mirreyes vs Godínez                  | Goyita                |
| 2019 | Emma                                 | Madre de Betty        |
| 2020 | Te llevo conmigo                     | Sandra                |
| 2020 | Sin hijos                            | Sonia                 |
| 2021 | Guerra de likes                      | Melissa               |
| 2022 | Mirreyes contra Godínez 2: El retiro | Goyita                |

### Doblaje
| Año  | Título            | Personaje        | Voz original       |
| ---- | ----------------- | ---------------- | ------------------ |
| 2020 | Dolittle          | Ginko (voz)      | Frances de la Tour |
| 2020 | Trolls World Tour | Delta Dawn (voz) | Kelly Clarkson     |

## Premios y nominaciones
| Año  | Premios       | Categoría                  | Película         | Resultado |
| ---- | ------------- | -------------------------- | ---------------- | --------- |
| 2021 | Premios Ariel | Mejor coactuación femenina | Te llevo conmigo | Nominada  |